# Đại học Indiana Wesleyan
Đại học Indiana Wesleyan (IWU) là một trường đại học Cơ đốc giáo tư nhân có trụ sở tại Marion, Indiana và liên kết với Nhà thờ Wesleyan . Đây là trường đại học tư thục lớn nhất ở Indiana. 
Hệ thống đại học bao gồm IWU—Marion, nơi gần 3.000 sinh viên đang theo học các chương trình truyền thống tại cơ sở chính ở Marion và IWU-National & Global, bao gồm 6.800 học viên trưởng thành học trực tuyến hoặc tại chỗ tại 15 trung tâm giáo dục ở Indiana, Kentucky và Ohio . Ngoài ra, có 535 sinh viên tốt nghiệp hiện đang theo học tại Chủng viện Wesley. 
IWU cung cấp hơn 80 bằng đại học và 57 bằng sau đại học trong đó có 9 bằng tiến sĩ. Sinh viên của trường đại diện cho hơn 80 giáo phái Kitô giáo và đến từ 11 quốc gia.

## Chuyên ngành đào tạo
Trường đại học cung cấp nhiều môn nghệ thuật tự do khác nhau (bao gồm 87 chuyên ngành đại học) và các chương trình giáo dục chuyên nghiệp để lấy bằng Cao đẳng Nghệ thuật, Cao đẳng Khoa học, Cử nhân Nghệ thuật, Cử nhân Khoa học, Cử nhân Âm nhạc, Thạc sĩ Nghệ thuật, Thạc sĩ Khoa học, Thạc sĩ Kinh doanh. Bằng Quản trị và Thạc sĩ Thần học, cùng với chương trình tiến sĩ về Lãnh đạo Tổ chức. 
Năm 2000, trường đại học tổ chức cơ cấu học thuật thành ba trường cao đẳng; Trường Cao đẳng Nghệ thuật và Khoa học (giáo dục nghệ thuật tự do bốn năm truyền thống). Trường Cao học Nghiên cứu Sau đại học (bằng tốt nghiệp theo học kỳ truyền thống) và Trường Cao đẳng Nghiên cứu Người lớn và Chuyên nghiệp (các chương trình cấp tốc, phi truyền thống dành cho người lớn đang đi làm). Năm 2009, trường đại học đã tổ chức lại cơ cấu học thuật của mình thành 5 đơn vị học thuật chính: Trường Cao đẳng Nghệ thuật và Khoa học, Trường Cao đẳng Nghiên cứu Người lớn và Chuyên nghiệp, Trường Cao học, Trường Điều dưỡng và Chủng viện Wesley.
Vào tháng 12 năm 2022, Trường bay ATP và IWU đã hợp tác để tạo ra các lộ trình cấp bằng cho các phi công hoàn thành chứng chỉ FAA của họ thông qua ATP. Sinh viên theo học tại trường đại học, là cựu sinh viên ATP, có thể coi kinh nghiệm đào tạo bay của họ là tín chỉ cấp bằng cũng như được giảm học phí cho một số chương trình nhất định.

## Xếp hạng
Năm 2013, trường được US News & World Report xếp thứ 17 trong số hơn 150 trường đại học ở vùng Trung Tây.  Năm 2022, Đại học Indiana Wesleyan được US News & World Report xếp thứ 13 ở vùng Trung Tây
Trường có chương trình giáo dục dành cho người lớn lớn nhất trong Hội đồng các trường Cao đẳng và Đại học Cơ đốc giáo. Năm 2008, CCCU đã chọn IWU để thành lập Trung tâm Nghiên cứu về Học tập cho Người lớn, một dự án chung với CCCU.

## Hình ảnh

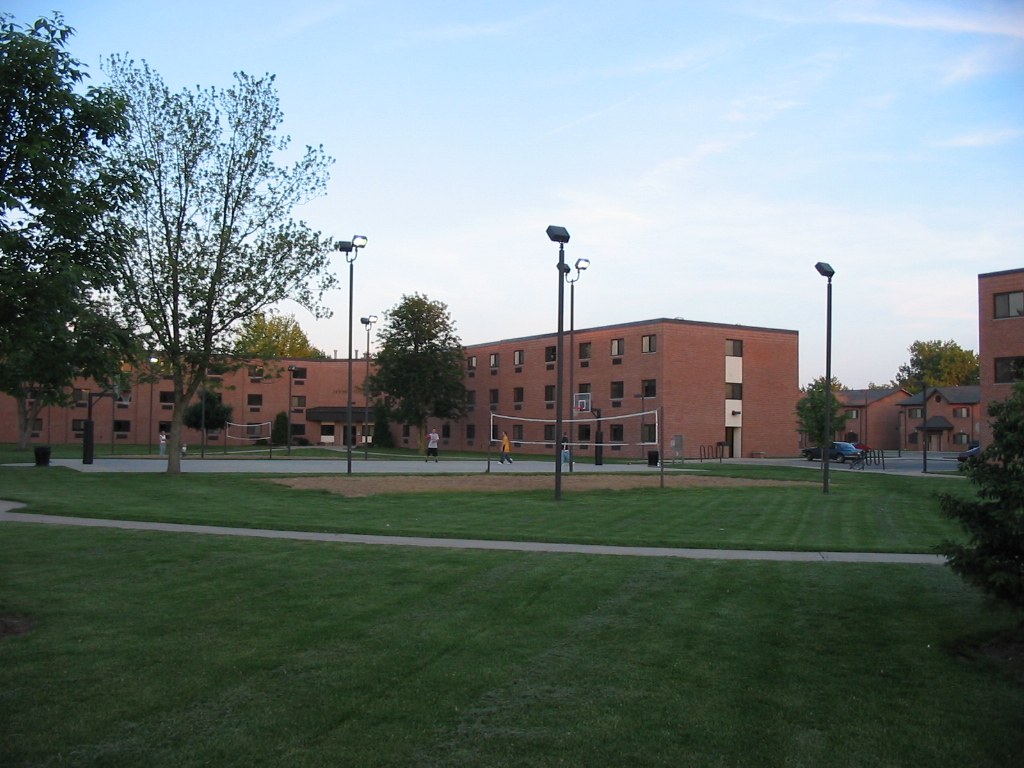
Hội trường Hodson (1996)
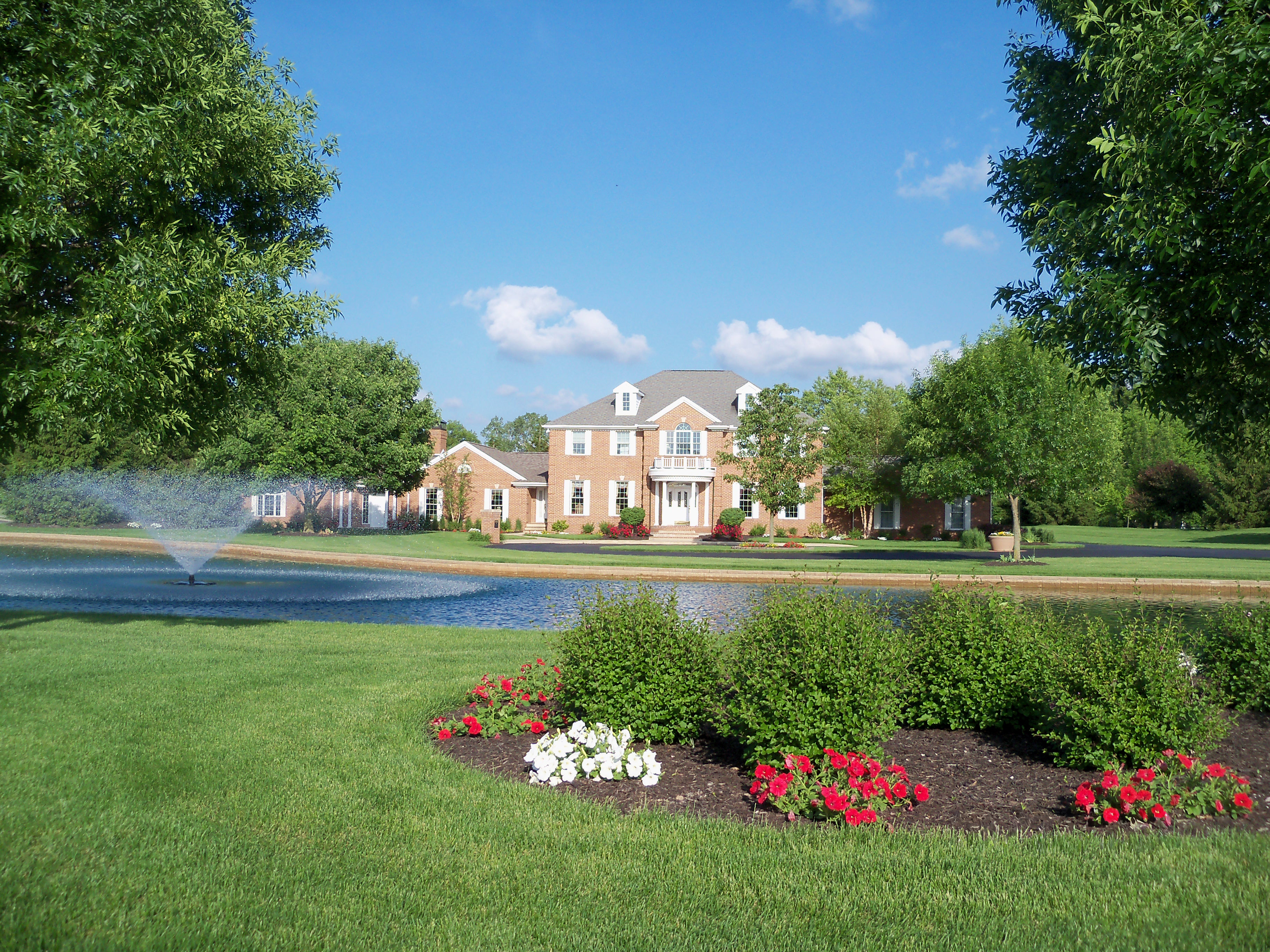
Nhà của Tổng thống (1998)
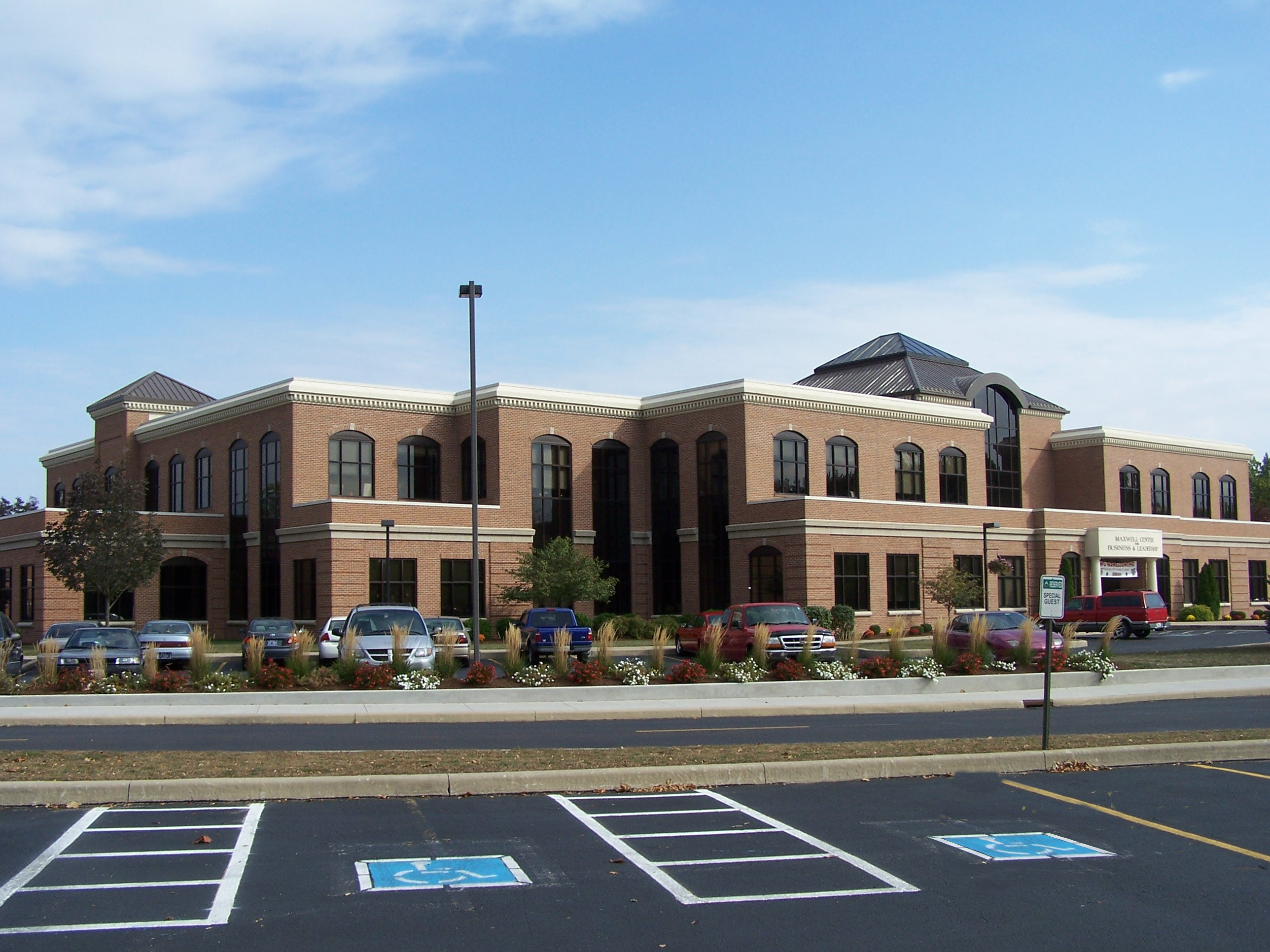
Trung tâm Kinh doanh và Lãnh đạo Maxwell (1998)
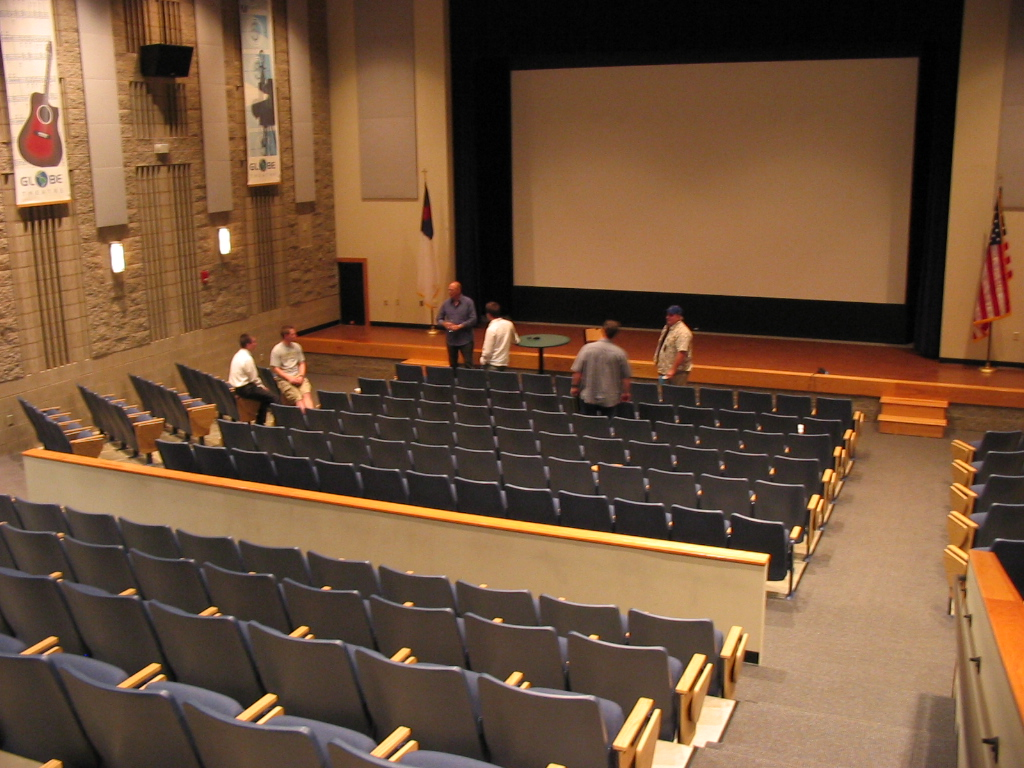
Nhà hát Globe, Trung tâm Sinh viên (2001)
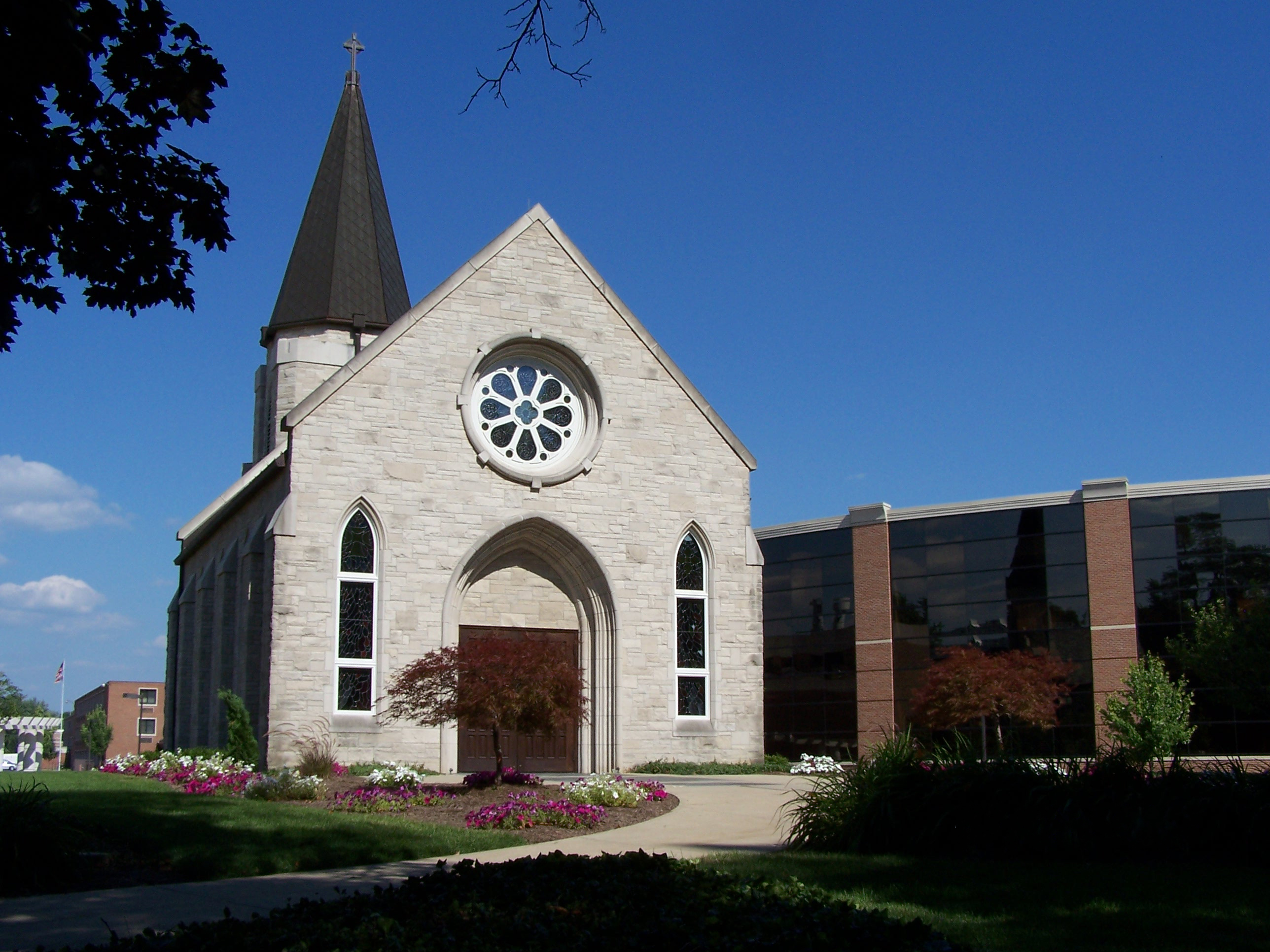
Nhà nguyện cầu nguyện Williams (2001)
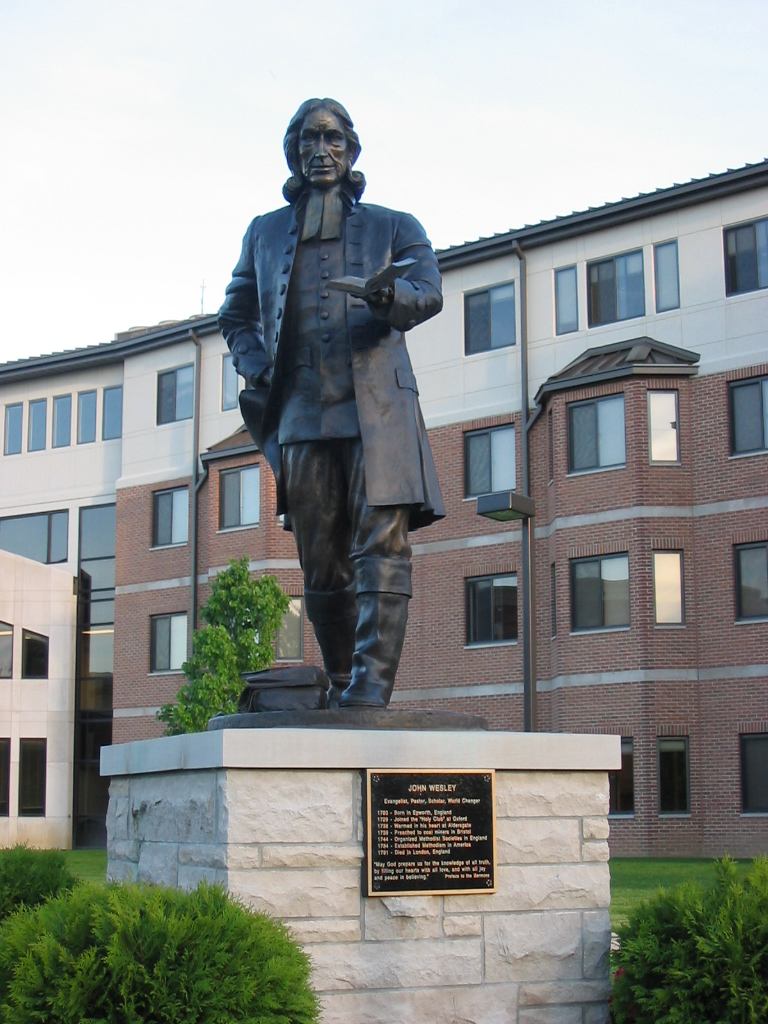
Tượng John Wesley (2003)
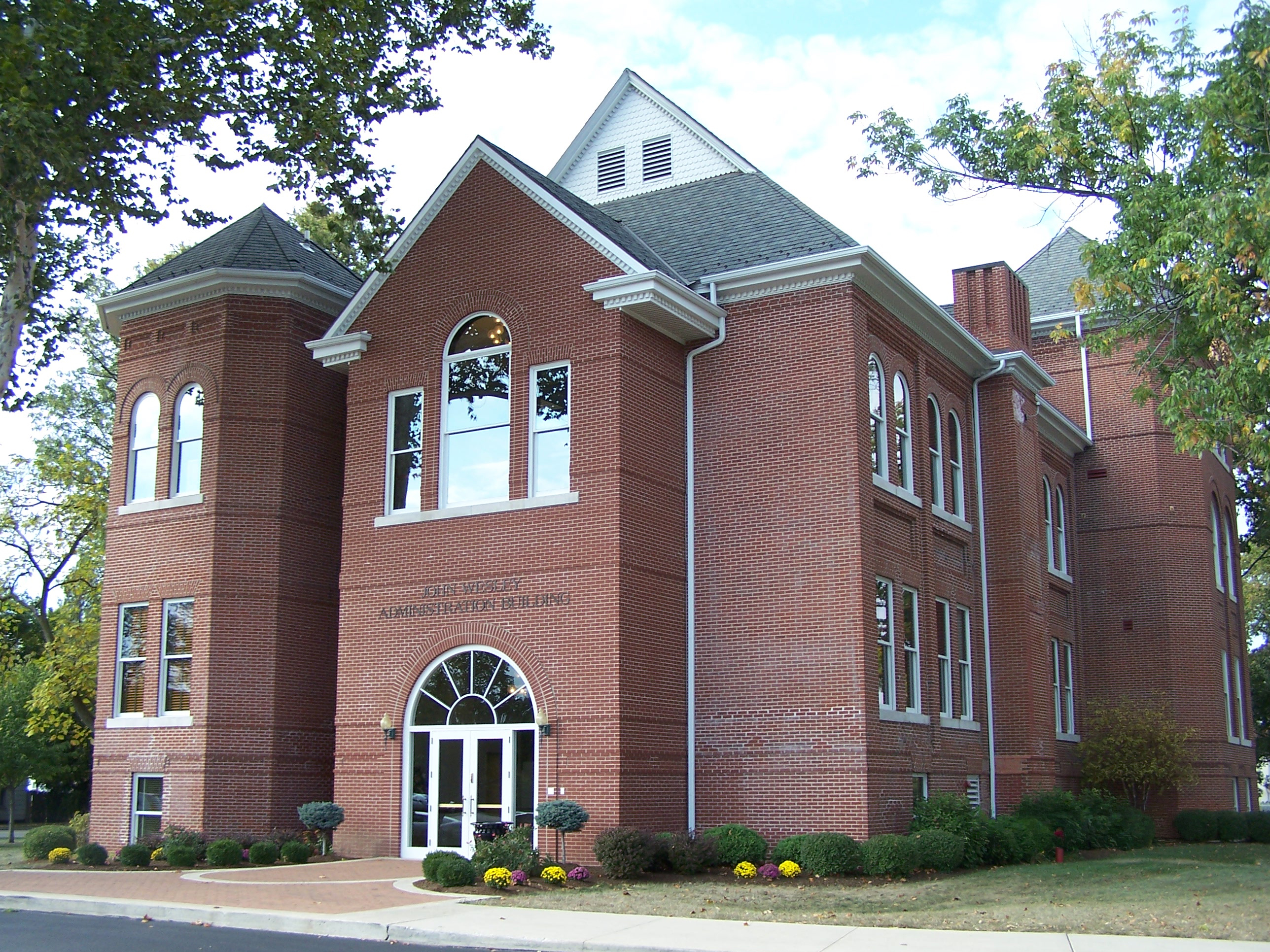
Tòa nhà Hành chính John Wesley (1894,2003)
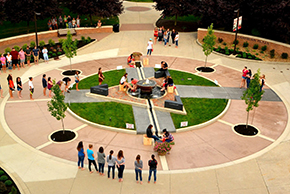
Eastburn Plaza và Đài phun nước Đại học Mới (2016)
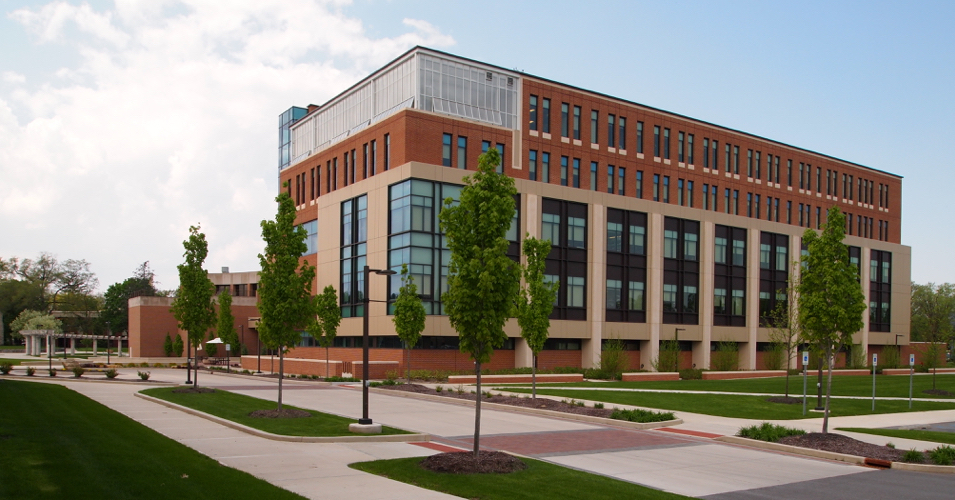
Hội trường Khoa học và Điều dưỡng Ott (2014)
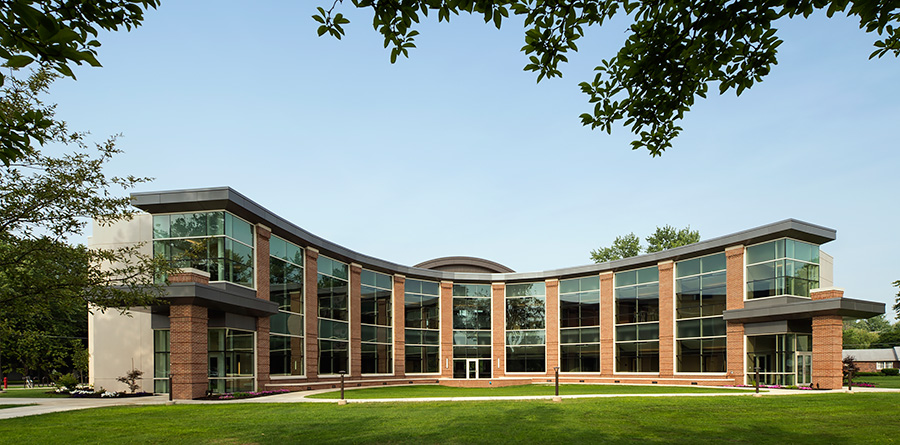
Chủng viện Wesley (2013)

## Cựu sinh viên có thành tích đáng chú ý
- Joseph Kofi Adda , Nghị sĩ Quốc hội Ghana
- Brandon Beachy , cầu thủ ném bóng cho Los Angeles Dodgers
- Jean Breaux , thượng nghị sĩ bang Indiana đại diện cho Quận 34
- André Carson , đại diện Hoa Kỳ từ Khu vực Quốc hội thứ 7
- R. Sheldon Duecker , giám mục của United Methodist Church
- Marc Griffin , luật sư, thẩm phán trẻ nhất thế giới
- Laurell K. Hamilton , tác giả sách bán chạy nhất New York Times
- Ghassan Hitto , cựu thủ tướng phe đối lập ở Syria
- Yemi Mobolade , thị trưởng đắc cử của Colorado Springs, Colorado
- Keith O'Conner Murphy - Ca sĩ và nhạc sĩ, Rockabilly Hall of Fame, Stacy, Polydor (Anh) và King Records (Mỹ)
- Jamar Newsome - Cầu thủ bóng đá chuyên nghiệp
- Jerry Pattengale - Người sáng lập nền giáo dục hướng tới mục đích , giám đốc Sáng kiến Học giả Xanh, giám đốc điều hành tại Bảo tàng Kinh thánh ở Washington, DC
- Silky Nutmeg Ganache - Nữ hoàng kéo và thí sinh trong Phần 11 của RuPaul's Drag Race và RuPaul's Drag Race All Stars 6.
- Randy Truitt - Đại diện bang Indiana từ Quận 26.
- Kyle Mangas - Cầu thủ bóng rổ chuyên nghiệp
- Jordan Weidner - Cầu thủ bóng rổ chuyên nghiệp